# Березовский сельсовет (Амурская область)
Березовский сельсове́т — упразднённое сельское поселение в Ивановском районе Амурской области.
Административный центр — село Берёзовка.

## История
Законом Амурской области от 16 февраля 2005 года № 440-ОЗ муниципальное образование наделено статусом сельского поселения.
Законом Амурской области от 6 мая 2014 года № 354-ОЗ,
Березовский, Петропавловский и Семиозёрский сельсоветы объединены в Березовский сельсовет.
Упразднён в январе 2021 года в связи с преобразованием муниципального района в муниципальный округ.

## Население
| 2002  | 2010  | 2011  | 2012  | 2013  | 2014  | 2015  |
| ----- | ----- | ----- | ----- | ----- | ----- | ----- |
| 3593  | ↘3435 | ↘3420 | ↗3433 | ↘3324 | ↘3172 | ↗4497 |
| 2016  | 2017  | 2018  |       |       |       |       |
| ↘4410 | ↗4432 | ↗4460 |       |       |       |       |

## Состав сельского поселения
| № | Населённый пункт | Тип населённого пункта       | Население |
| - | ---------------- | ---------------------------- | --------- |
| 1 | Березовка        | село, административный центр | ↘2841     |
| 2 | Петропавловка    | село                         | ↘731      |
| 3 | Семиозёрка       | село                         | ↗590      |